# Футбол в Норвегии
Футбол является самым популярным видом спорта в Норвегии. В футбол начали играть в Норвегии с 1880-х гг. Норвежская футбольная ассоциация была создана в 1902 году, а в 1908 году сборная Норвегии провела свою первую игру. В стране 1 832 зарегистрированных футбольных клуба и около 25 000 команд. Количество официально зарегистрированных игроков составляет 393 801. Это означает, что 8,5 % от общей численности населения играет в футбол.

## История
- 30 апреля 1902 года создана Норвежская футбольная ассоциация,
- 2 июня 1902 года команда «Гране» выиграла Норгеместр, первый турнир, организованный в Норвегии.
- 12 июля 1908 года в Гётеборге (Швеция), сборная Норвегии играет первую свою официальную игру. Швеция одержала победу со счетом 11-3. Эта была также первая официальная встреча шведской сборной.
- 15 августа 1936 года в Берлине, сборная Норвегии выигрывает Олимпийские бронзовые медали по футболу.
- 7 июля 1978 года в Колдинге (Вайле, Дания) женская сборная Норвегии по футболу выигрывает первый скандинавский Суперкубок, обыграв шведскую сборную со счетом 2:1.
- 18 июня 1995 года в Сольне (Швеции) Норвегия выигрывает Кубок Мира среди женских команд 1995 года.
- 28 сентября 2000 года в Сиднее (Австралия) Норвегия выиграл олимпийское золото по футболу среди женских команд.